# Лука Модрич
Лу̀ка Мо̀дрич (на хърватски: Luka Modrić, роден на 9 септември 1985 г. в Задар, Хърватия) е хърватски футболист и национал. От лятото на 2012 г. до лятото на 2025 г. е играч на испанския футболен клуб Реал Мадрид. След това става играч на италианския Милан. Капитан на националния отбор по футбол на Хърватия.

## Личен живот
Модрич е роден в град Задар и започва професионалната си футболна кариера в Задар в шампионата на Хърватия На 18 години става един от най-добрите футболисти на отбора, а през 2004 г. е обявен за играч на годината на клуба. През сезон 2004 – 2005 преминава в хърватския Интер Запрешич и помага на клуба да спечели промоция в Първа Дивизия. Още през следващия сезон Лука Модрич сменя отбора и преминава в гранда Динамо Загреб. Това става през 2005 г.
Тогава започва и с изявите си за младежкия националния отбор на Хърватия до 21 г. и бързо преминава в мъжкия състав. Своят дебют с националната фланеклка прави на 1 март 2006 г. в Базел срещу Аржентина в приятелска среща. На Световното първенство в Германия същата година се появява на терена като резерва в два мача, срещу Япония и Австралия. Първият си гол вкарва в приятелски мач срещу Италия в Ливорно спечелен от Хърватска с 2:0.

## Кариера

### Динамо Загреб
В клубния си отбор Динамо Загреб играе като плеймейкър или като ляво крило, но в повечето случаи играе в центъра на терена като плеймейкър, заради схемата на игра на Динамо 4-2-3-1. Играе еднакво добре и с двата крака. Неговата липса на физическа мощ, опровергава силата на шута му. Въпреки това Лука Модрич е доста издръжлив, агресивен и е в единоборствата за топката. Неговото синхронизиране е перфектно, а пасовете му точни и прецизни.

### Тотнъм
През сезон 2006/07 отборът му Динамо Загреб се изправя срещу Арсенал и неговите добри игри хващат вниманието на Арсен Венгер и той след мача заявява неговите възхищения от играта а Модрич и добавя: „Хърватските футболисти са много талантливи, но в същото време са много скъпи“.
Неговият най-добър приятел е Ведран Чорлука, който също играе в Тотнъм и Хърватския национален отбор
Лука Модрич също вкарва един гол при победата на Хърватия над Андора със 7:0 в квалификациите за ЕВРО 2008.

### Реал Мадрид
През лятото на 2012 г. на 27 август подписва 5-годишен договор с Реал Мадрид за сумата от 33 млн. паунда.На 29 август 2012. прави своя дебют с фланелката на Реал Мадрид срещу Барселона в среща реванш за Суперкупата на Испания като влиза като резерва в 83-та минута. Така в първия си мач с белия екип той успява да спечели и Суперкупата след като новият му отбор печели с 2:1 срещата.
На 20 август 2014 г. Модрич подписва нов договор с Реал, който е до лятото на 2018 година. На 18 октомври 2016 г. отново подновява своя договор с още две години до 30 юни 2020 година.
Заедно с Тони Кроос и Каземиро е неизменна част от центъра на полузащитата на Кралския клуб. С Реал Модрич печели 6 пъти Шампионската лига, три от които последователни (2016, 2017, 2018, 2022, 2024). През септември 2018 г. е избран за Футболист на сезона на ФИФА.

## Национален отбор
Дебютира за националния отбор на Хърватия на 1 март 2006 г.в приятелски мач с Аржентина, спечелен с 3:2. Същата година участва на Световното първенство в Германия, като влиза като резерва в срещите с Австралия и Япония. Хърватите обаче не преодоляват групите. Под ръководството на Славен Билич Модрич става основен футболист в тима и през 2008 г. попада в идеалния тим на Евро 2008, макар Хърватия да достига едва до 1/4-финалите.
През 2012 г. участва на европейското първенство в Полша и Украйна, но Хърватия не излиза от тежка група с Испания, Италия и Ирландия. Тимът се представя незадоволително и две години по-късно на Световното първенство в Бразилия, като отпада в групите.
Модрич е капитан на националния отбор на Мондиал 2018, където „шахматистите“ достигат финала (загубен с 2:4 от Франция) и подобряват постижението от Мондиал 1998, когато „Златната генерация“ завършва на трета позиция. Модрич е избран за най-добър футболист в груповата фаза на турнира, вкарвайки голове срещу Нигерия и Аржентина, а след финалния мач получава и наградата за играч на турнира.

## Отличия

### Динамо Загреб
- Шампион на Хърватия (3): 2005/06, 2006/07, 2007/08
- Купа на Хърватия (2): 2007, 2008
- Суперкупа на Хърватия (1): 2006

### Реал Мадрид
- Ла Лига (4): 2016/17, 2019/20, 2021/22, 2023/24
- Купа на Испания (2): 2013/14, 2022/23
- Суперкупата на Испания (5): 2012, 2017, 2020, 2022, 2024
- Шампионска лига (6): 2013/14, 2015/16, 2016/17, 2017/18, 2021/22, 2023/24
- Суперкупа на Европа – (5): 2014, 2016, 2017, 2022, 2024
- Световно клубно първенство (5): 2014, 2016, 2017, 2018, 2022
- Fifa Internacional Cup (1): 2024

### Хърватия
- Финалист и сребърен медал: Световното първенство по футбол 2018 в Русия[9]
  - Трето място и бронзов медал на Световното първенство по футбол 2022 в Катар.[10]

### Индивидуални
- Златна топка – (1): 2018
- Награда на Световното първенство по футбол – (1): 2018
- Футболист на годината на УЕФА – (1): 2018
- Най-добрият играч на ФИФА – (1): 2018
- Спортист на Балканите – (1): 2018